# جنایت خفته
جنایت خفته (به انگلیسی: Sleeping Murder) رمانی جنایی از آگاتا کریستی است.
این کتاب که از مجموعه داستان‌های خانم مارپل می‌باشد در اکتبر ۱۹۷۶ در بریتانیا توسط انتشارات کولینز کرایم کلوب و در همان سال توسط انتشارات داد، مید اند کمپانی در آمریکا به چاپ رسیده‌است.
قیمت کتاب در بریتانیا سه و نیم پوند و در آمریکا ۷٫۹۵ دلار بوده‌است.

## داستان

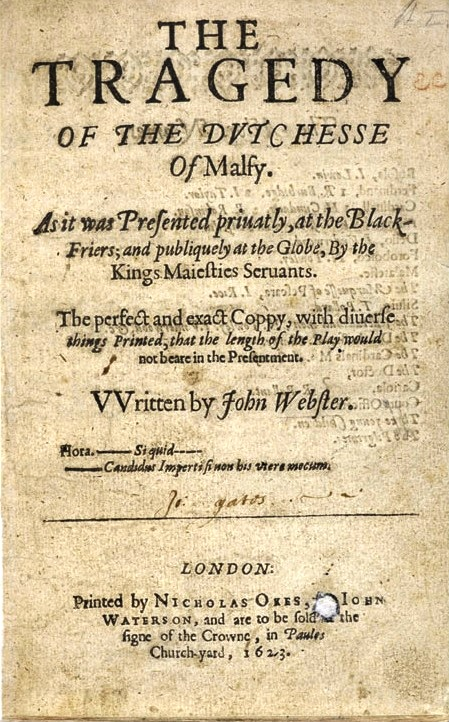
صفحه ابتدایی رمان "دوسش مالفی"

زن جوانی به نام گوئندا، از نیوزیلند به انگلستان مهاجرت می‌کند. شوهر به علت اینکه در نیوزیلند مانده تا به بعضی کارها رسیدگی کند با تأخیر به او می‌پیوندد.
گوئندا یک خانه زیبا در نزدیکی دریا بر روی تپه‌ها، می‌خرد اما احساس می‌کند آنجا را می‌شناسد.
او به لندن می‌رود و با خانم مارپل و ریموند وست، آشنا می‌شود. گوئندا در جریان تماشای تئاتری که همگی به دیدن آن رفته‌اند به یاد می‌آور وقتی بچه کوچکی بوده‌است، شاهد قتل نامادری مهربان خود بوده‌است.
خانم مارپل از احساس گوئِندا آگاه می‌شود و آندو به همراه شوهر گوئندا، تصمیم می‌گیرند راز قتل نامادری را برملا کنند.
آنها می‌فهمند پرستاربچه گوئندا، یعنی لِئونی نیز سال‌ها پیش ناپدید شده‌است.
گوئندا و شوهرش برای دریافت اطلاعات بیشتر یک آگهی در روزنامه محلی منتشر می‌کنند. لیلی، خدمتکار خانه والدین گوئندا با آنها تماس می‌گیرد و قرار می‌گذارد.
لیلی با قطار به محل مورد نظر می‌رود، اما پیش از رسیدن به آنجا کشته می‌شود.
سرانجام خانم مارپل، گوئندا و شوهرش قاتل را می‌یابند.